# Toxorhynchites nigeriensis
Toxorhynchites nigeriensis är en tvåvingeart som beskrevs av Ribeiro 2005. Toxorhynchites nigeriensis ingår i släktet Toxorhynchites och familjen stickmyggor.
Artens utbredningsområde är Nigeria. Inga underarter finns listade i Catalogue of Life.